# استاد سن-ژرمن
اِستاد سن-ژرمن (به فرانسوی: Stade saint-germanois) یک باشگاه فوتبال فرانسوی بود که میان سال‌های ۱۹۰۴ و ۱۹۷۰ فعال بود، در آن زمان در سال ۱۹۷۰ با باشگاه فوتبال پاریس ادغام شد و پاری سن ژرمن را تشکیل داد. این مرکز در شهر سن-ژرمن-آن-له قرار داشت.
بهترین عملکرد باشگاه در جام حذفی فوتبال فرانسه در ۶۹–۱۹۶۸ بود، زمانی که پیش از باخت به مارسی به مرحله یک چهارم نهایی مسابقات رسید.

## بازیکنان قابل توجه سابق
- کامیل شوکویر
- برنارد گیگندوکس
- روژه کنول
- پیر فیلیپون